# Dejan Kružić
Dejan Kružić (Bijeljina, 15. ožujka 1954. – Split, 8. lipnja 2024.) bio je hrvatski ekonomist i sveučilišni profesor.

## Obrazovanje
Diplomirao je 1976., magistrirao 1979. i doktorirao 1983. na Ekonomskom fakultetu  Sveučilišta u Splitu, obranivši doktorsku disertaciju  Ciklička kretanja u svjetskoj brodogradnji i njihov utjecaj na razvoj brodogradnje u Jugoslaviji. 

## Djelovanje
Od 1978. do 1985. radio je kao ekonomist u Brodogradilištu Split, pa u privatnom biznisu, a od 2003. radio je kao profesor na Katedri za menedžment na Ekonomskom fakultetu Sveučilišta u Splitu. 
Područja znanstvenog interesa profesora Dejana Kružića bili su menadžment malih poduzeća, obiteljski biznis, poduzetničko planiranje, ekonomika poduzetništva i krizni menadžment. Uz praktično izučavanje problematike poduzetništva i menadžmenta, Dejan Kružić bavio se znanstvenim i stručnim radom. Objavio je samostalno i u koautorstvu 3 knjige i oko 50 znanstvenih i stručnih radova.Osim znanstvene, imao je i značajnu poduzetničku i menadžersku karijeru te je više puta nagrađivan društvenim priznanjima.
U splitskom poglavarstvu je 2003. godine uveo red u gradsku blagajnu pa je Split te godine bio jedini grad u Hrvatskoj koji nije imao duga. Kružić je radio na visokim položajima u splitskom Škveru i u Hajduku, a bio je i direktor Slobodne Dalmacije. Kao građanin izborio je to da Grad Split u projektu Spaladium Arene ne izgubi preko 600 milijuna kuna zbog štetnih ugovora sa stranim bankama.

## Nagrade i priznanja
- Medalja Grada Splita 2003.
- Plaketa ZAVNOH-a 1999.
- Nagradu grada Splita za životno djelo 2024.

## Vanjske poveznice
- Tko je tko u hrvatskoj znanosti  Arhivirana inačica izvorne stranice od 31. prosinca 2014. (Wayback Machine) Dejan Kružić
- CIRU  Arhivirana inačica izvorne stranice od 31. prosinca 2014. (Wayback Machine) Dejan Kružić
- Dalmacija News  Arhivirana inačica izvorne stranice od 31. prosinca 2014. (Wayback Machine) Treba li Kružić Splitu i treba li Kružiću Split?
- Jutarnji list  Arhivirana inačica izvorne stranice od 31. prosinca 2014. (Wayback Machine) Imenovana nova Uprava i Nadzorni odbor Europapress holdinga